# Речен цвъркач
Речният цвъркач (Locustella fluviatilis ) е вид птица от семейство Locustellidae.

## Разпространение
Речният цвъркач е разпространен в Източна и Централна Европа и в Западна Азия. Видът е мигриращ - зимува в източна Африка. Среща се в гъста широколистна растителност в близост до блата или река.
Среща се и в България.